# Trung đạo
Trung đạo (zh. zhōngdào 中道, ja. chūdō, sa. madhyamāpratipad, pi. majjhimāpaṭipadā) là từ được dùng chỉ chung các phương pháp giảng dạy của Phật Thích-ca Mâu-ni, là người tránh những cực đoan trong cách tu học—như buông thả theo dục lạc và sống khổ hạnh tuyệt đối.
Trong Phật giáo Nguyên thủy, Bát chính đạo được xem là Trung đạo vì thực hành Bát chính đạo, hành giả vừa xa lánh đời sống dục lạc và đời sống khổ hạnh, thoát khỏi Khổ. Thái độ này được Phật miêu tả như sau trong kinh Chuyển pháp luân (Thích Minh Châu dịch): 
"Này các tỉ-khâu, có hai điều thái quá, người xuất gia không nên theo. Thế nào là hai? một là mê đắm dục lạc, hạ liệt, phàm phu, không xứng Thánh hạnh, không thiệt lợi đạo. Hai là tu khổ hạnh, khổ đau, không xứng Thánh hạnh, không thiệt lợi đạo. Này các tỉ-khâu, chính nhờ từ bỏ hai điều thái quá này, Như Lai giác ngộ trung đạo, con đường đem đến pháp nhãn, trí huệ đưa lại an tịnh, thượng trí, chứng Niết-bàn.
Này các tỉ-khâu, Trung đạo do Như Lai giác ngộ, đem đến pháp nhãn, trí huệ đưa lại an tịnh, thượng trí, giác ngộ, Niết-bàn là gì? Chính là Bát chính đạo: chính kiến, chính tư duy, chính ngữ, chính nghiệp, chính mạng, chính tinh tấn, chính niệm, chính định".
Trung đạo cũng được dùng để chỉ giáo pháp Trung quán của Long Thụ, là môn phái không chấp nhận một đối cực nào của mọi phân cực. Trung đạo ở đây là thái độ từ bỏ hai quan điểm cực đoan thế giới là trường tồn hay hoại diệt, thế giới là có (hữu) hay không có (vô). Trong Trung quán tông, Trung đạo được trình bày rõ nhất với quan điểm tám phủ nhận (bát bất) của Long Thụ:
Không diệt, không sinh, không đứt đoạn, không thường còn, không là một, không đa dạng, không đến, không đi
Trong Duy thức tông, Trung đạo được hiểu là vừa không xem sự vật tồn tại thật sự (vì sự vật thực tế không hề tồn tại), vừa cũng không cho rằng sự vật không hề có (vì sự vật tồn tại đối với ảo giác tâm lý). Theo Thiên Thai tông, Trung đạo là sự nhận thức rằng, mọi sự vật trống rỗng, chúng không có một thật thể độc lập, nhưng đồng thời chúng có giá trị nhất định, tạm thời—vì chúng là những trình hiện nên có một thọ mệnh nhất định. Sự tổng hợp giữa tính Không (sa. śūnyatā) và thế giới hiện tượng chính là Trung đạo đích thật—theo tông này.